# Carlo di Svezia
Carlo di Svezia, nome completo Oskar Carl Vilhelm Bernadotte (Stoccolma, 27 febbraio 1861 – Stoccolma, 24 ottobre 1951), fu principe di Svezia e duca di Västergötland dalla nascita, e inoltre fu principe di Norvegia dalla nascita al 1905, anno in cui terminò l'Unione dinastica dei due regni.

## Biografia

### Infanzia

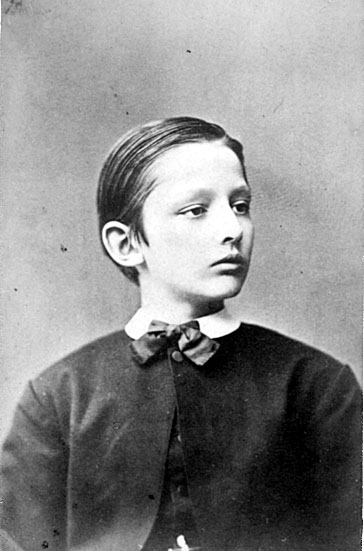
Carlo in tenera età

Era il terzo figlio di re Oscar II di Svezia e della regina Sofia di Nassau, al momento della sua nascita principi ereditari di Svezia e di Norvegia.

I suoi nonni paterni erano re Oscar I di Svezia e di Norvegia e la regina Giuseppina di Leuchtenberg; quelli materni il duca Guglielmo di Nassau e la sua seconda moglie, la duchessa Paolina di Württemberg.
Era conosciuto come "il Principe Blu", perché indossava spesso l'uniforme di colore blu a cui apparteneva in modo cerimoniale. Nella sua carriera militare raggiunse il grado di generale di cavalleria. Fu presidente della Croce Rossa svedese (1906-1945).

### Matrimonio

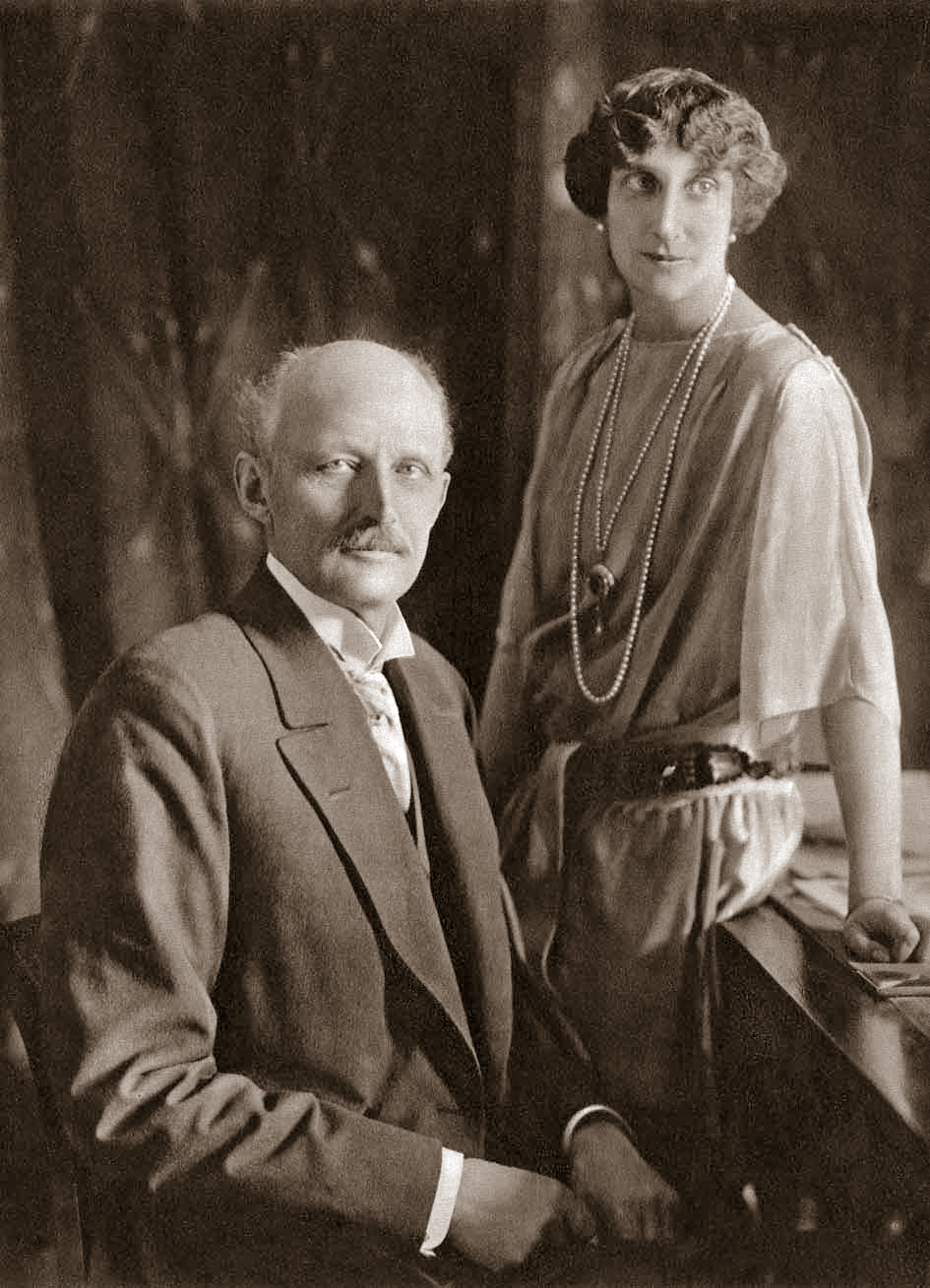
Ingeborg di Danimarca e Carlo di Svezia in una fotografia del 1920

Nel maggio 1897 il principe Carlo si fidanzò con la principessa Ingeborg di Danimarca, figlia di re Federico VIII di Danimarca e di Luisa di Svezia. La madre di Ingeborg era una cugina di primo grado del principe Carlo. Nel 1947, in occasione del loro 50º anniversario di matrimonio, Carlo ammise che il loro matrimonio era stato completamente organizzato dai rispettivi padri e Ingeborg stessa aggiunse: "Ho sposato un completo sconosciuto!".
La coppia si sposò il 27 agosto 1897 al Palazzo di Christiansborg, a Copenaghen, e trascorse il viaggio di nozze in Germania. Fu un matrimonio armonioso.
La coppia si stabilì a Stoccolma ed ebbe quattro figli.

### Discendenza reale

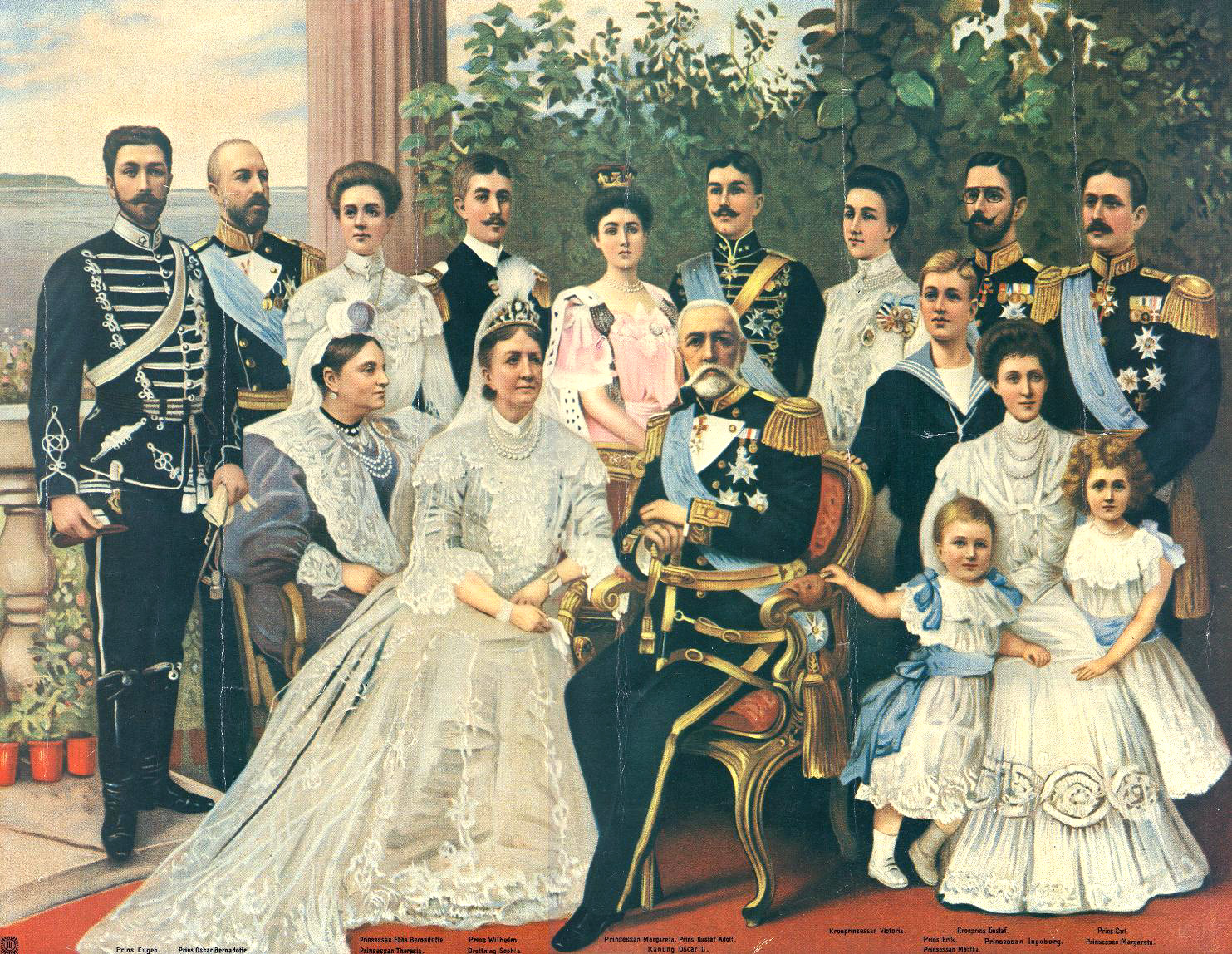
La famiglia di Carlo e di Oscar II di Svezia

Tra i loro discendenti si annoverano le attuali famiglie regnanti di Norvegia, del Belgio e di Lussemburgo.

### Pretendente al trono di Norvegia

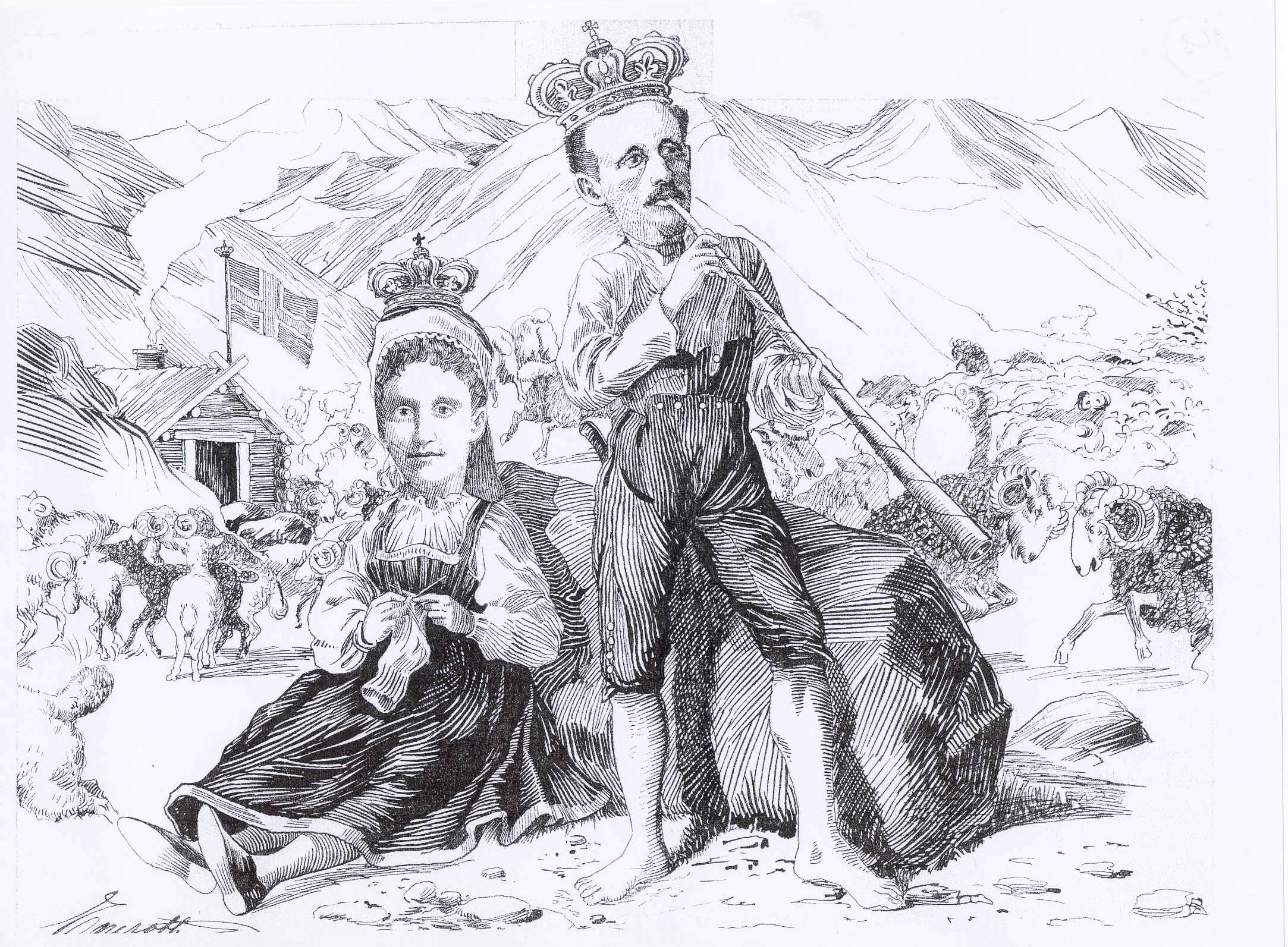
Carlo di Svezia come Pretendente al trono di Norvegia

Il principe Carlo fu candidato al trono di Norvegia quando, nel 1905, fu sciolta l'unione dinastica con la Svezia. Si pensava che eleggere un principe svedese come re fosse un modo meno radicale per la Norvegia di separarsi dall'unione, e quindi un approccio più pacifico. Carlo fu scelto perché il fratello maggiore avrebbe ereditato il trono svedese ed il suo secondo fratello aveva rinunciato al suo status reale per contrarre un matrimonio ineguale.

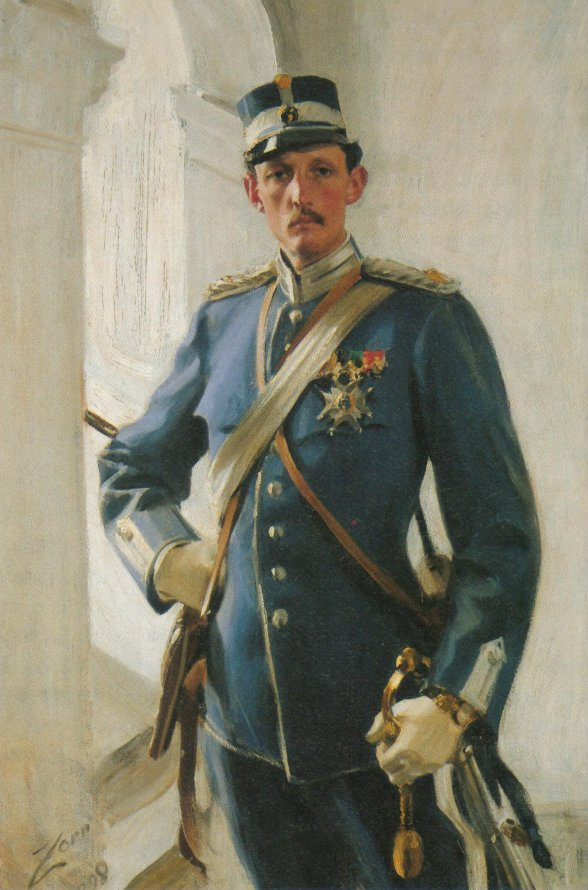
Il principe Carlo ritratto da Anders Zorn nel 1898

Tuttavia, il padre di Carlo, il re Oscar II di Svezia, non approvò la proposta, poiché vide l'intera "sommossa" che fece precipitare la crisi norvegese come una cospirazione e un tradimento contro i suoi diritti come re di Norvegia e non volle che nessuno dei suoi figli venisse coinvolto con persone che considerava suoi nemici. Pertanto il principe Carlo non divenne re di Norvegia. Invece, un principe danese, Carlo di Danimarca, fratello maggiore di Ingeborg, fu eletto dopo alcune turbolenze diplomatiche, prendendo il nome di Haakon VII. In seguito, però, la figlia del principe Carlo, Marta, avrebbe sposato il figlio di Haakon VII, il futuro re di Norvegia Olav V. L'attuale re Harald V di Norvegia è quindi un nipote del principe Carlo.

### Morte

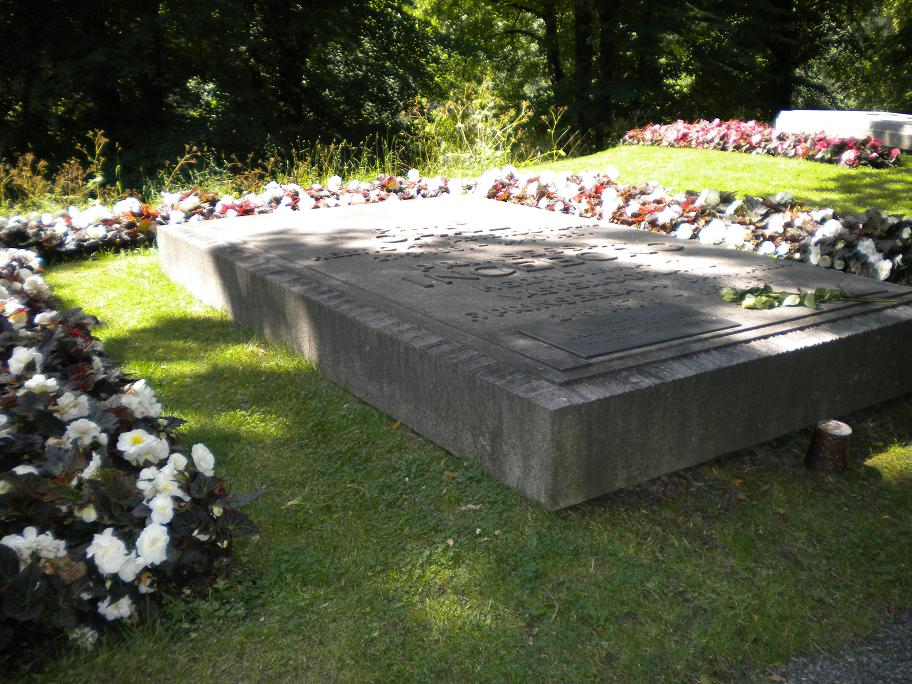
La tomba di Carlo di Svezia e Ingeborg di Danimarca

Il principe Carlo morì il 24 ottobre 1951 a Stoccolma ed è stato inumato nel Cimitero Reale di Solna.

## Discendenza

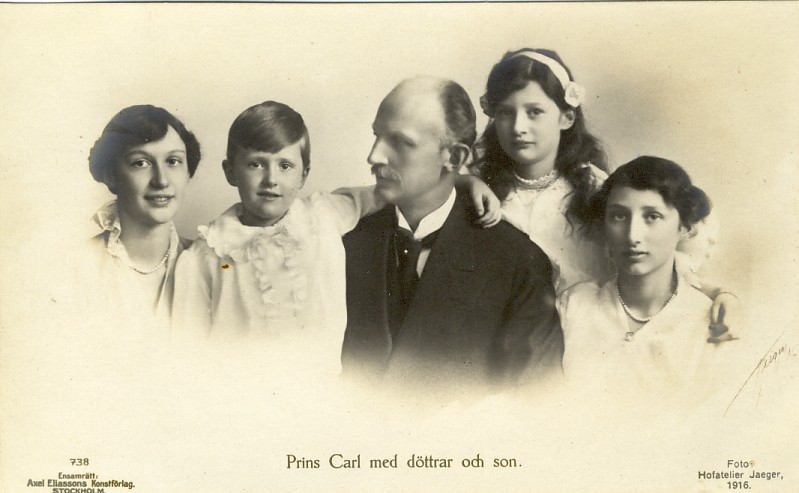
Carlo, duca di Västergötland fotografato con i figli

Carlo e Ingeborg di Danimarca ebbero quattro figli:
- Margherita, principessa di Svezia (1899-1977), sposò il principe Axel di Danimarca
- Marta (1901-1954), poi principessa ereditaria di Norvegia, moglie del futuro re Olav V di Norvegia
- Astrid (1905-1935), poi regina consorte dei Belgi, moglie di Leopoldo III, re del Belgio
- Carlo (1911-2003), duca di Östergötland fino al 1937, poi principe Carlo Bernadotte.

## Ascendenza
|                            |                                       |                                     | Genitori                              |  |  | Nonni |  |  | Bisnonni                     |  |  | Trisnonni             |  |
|                            |                                       |                                     |                                       |  |  |       |  |  | Carlo XIV Giovanni di Svezia |  |  | Jean Henri Bernadotte |  |
|                            |                                       |                                     |                                       |  |  |       |  |  | Carlo XIV Giovanni di Svezia |  |  | Jean Henri Bernadotte |  |
|                            |                                       | Jeanne de Saint-Vincent             |                                       |  |  |       |  |  | Carlo XIV Giovanni di Svezia |  |  |                       |  |
| Oscar I di Svezia          |                                       |                                     |                                       |  |  |       |  |  | Carlo XIV Giovanni di Svezia |  |  |                       |  |
|                            |                                       | Désirée Clary                       | François Clary                        |  |  |       |  |  |                              |  |  |                       |  |
|                            |                                       | Désirée Clary                       | François Clary                        |  |  |       |  |  |                              |  |  |                       |  |
|                            |                                       | Désirée Clary                       | Françoise Rose Somis                  |  |  |       |  |  |                              |  |  |                       |  |
| Oscar II di Svezia         |                                       | Désirée Clary                       |                                       |  |  |       |  |  |                              |  |  |                       |  |
|                            |                                       | Eugenio di Beauharnais              | Alessandro di Beauharnais             |  |  |       |  |  |                              |  |  |                       |  |
|                            |                                       | Eugenio di Beauharnais              | Alessandro di Beauharnais             |  |  |       |  |  |                              |  |  |                       |  |
|                            |                                       | Eugenio di Beauharnais              | Giuseppina de Tascher de la Pagèrie   |  |  |       |  |  |                              |  |  |                       |  |
| Giuseppina di Leuchtenberg |                                       | Eugenio di Beauharnais              |                                       |  |  |       |  |  |                              |  |  |                       |  |
|                            |                                       | Augusta di Baviera                  | Massimiliano I di Baviera             |  |  |       |  |  |                              |  |  |                       |  |
|                            |                                       | Augusta di Baviera                  | Massimiliano I di Baviera             |  |  |       |  |  |                              |  |  |                       |  |
|                            |                                       | Augusta di Baviera                  | Augusta Guglielmina d'Assia-Darmstadt |  |  |       |  |  |                              |  |  |                       |  |
| Carlo di Svezia            |                                       | Augusta di Baviera                  |                                       |  |  |       |  |  |                              |  |  |                       |  |
|                            | Federico Guglielmo di Nassau-Weilburg | Carlo Cristiano di Nassau-Weilburg  |                                       |  |  |       |  |  |                              |  |  |                       |  |
|                            | Federico Guglielmo di Nassau-Weilburg | Carlo Cristiano di Nassau-Weilburg  |                                       |  |  |       |  |  |                              |  |  |                       |  |
|                            | Federico Guglielmo di Nassau-Weilburg | Carolina d'Orange-Nassau            |                                       |  |  |       |  |  |                              |  |  |                       |  |
| Guglielmo di Nassau        | Federico Guglielmo di Nassau-Weilburg |                                     |                                       |  |  |       |  |  |                              |  |  |                       |  |
|                            |                                       | Luisa Isabella di Kirchberg         | Guglielmo Georg di Sayn-Hachenburg    |  |  |       |  |  |                              |  |  |                       |  |
|                            |                                       | Luisa Isabella di Kirchberg         | Guglielmo Georg di Sayn-Hachenburg    |  |  |       |  |  |                              |  |  |                       |  |
|                            |                                       | Luisa Isabella di Kirchberg         | Isabella Augusta Reuss di Greiz       |  |  |       |  |  |                              |  |  |                       |  |
| Sofia di Nassau            |                                       | Luisa Isabella di Kirchberg         |                                       |  |  |       |  |  |                              |  |  |                       |  |
|                            |                                       | Paolo Federico di Württemberg       | Federico I di Württemberg             |  |  |       |  |  |                              |  |  |                       |  |
|                            |                                       | Paolo Federico di Württemberg       | Federico I di Württemberg             |  |  |       |  |  |                              |  |  |                       |  |
|                            |                                       | Paolo Federico di Württemberg       | Augusta di Brunswick-Wolfenbüttel     |  |  |       |  |  |                              |  |  |                       |  |
| Paolina di Württemberg     |                                       | Paolo Federico di Württemberg       |                                       |  |  |       |  |  |                              |  |  |                       |  |
|                            |                                       | Carlotta di Sassonia-Hildburghausen | Federico di Sassonia-Altenburg        |  |  |       |  |  |                              |  |  |                       |  |
|                            |                                       | Carlotta di Sassonia-Hildburghausen | Federico di Sassonia-Altenburg        |  |  |       |  |  |                              |  |  |                       |  |
|                            |                                       | Carlotta di Sassonia-Hildburghausen | Carlotta di Meclemburgo-Strelitz      |  |  |       |  |  |                              |  |  |                       |  |
|                            |                                       | Carlotta di Sassonia-Hildburghausen |                                       |  |  |       |  |  |                              |  |  |                       |  |